# Simone Filippo di Lippe-Detmold
Simone Filippo di Lippe-Detmold (Detmold, 6 aprile 1632 – Firenze, 19 giugno 1650) è stato Conte di Lippe-Detmold dal 1636 dal 1650.

## Biografia
Simone Filippo di Lippe-Detmold nacque a Detmold il 6 aprile 1632. Egli era il figlio maggiore del Conte Simone Luigi di Lippe-Detmold e di sua moglie, Caterina di Waldeck.
Alla morte del padre, nel 1636, Simone Filippo era come i suoi fratelli ancora molto piccolo ed inadatto a succedere al trono paterno. La Contessa Caterina svolse perciò il ruolo di tutrice dei suoi figli, ma quando Simone Filippo raggiunse i 24 anni ella decise di consultarsi col padre, il Conte Cristiano di Waldeck per una sua tutela, ma Giovanni Bernardo, fratello del defunto conte, si oppose e prese la reggenza per conto del nipote. 
Per il terrore che il cognato volesse addirittura uccidere il nipote per impossessarsi del suo legittimo trono, la Contessa Caterina diede ordine alle truppe di rapire il piccolo Conte (avvalendosi dell'aiuto della vicina Assia), che venne portato a Lemgo. Successivamente, madre e figlio si spostarono a Marburgo sotto la tutela del Langravio Giorgio II d'Assia-Darmstadt, dal momento che anch'egli era imparentato con il defunto Simone VI. 
Nel 1646 il vaiolo uccise anche i fratelli minori di Simone Filippo e la madre si era risposata con il Principe Filippo Luigi di Schleswig-Holstein-Sonderburg-Wiesenburg, divenendo Duchessa di Holstein - tentò un secondo rapimento del figlio nel 1647 ma questa volta Simone Filippo tornò a Detmold per prendere definitivamente le redini della reggenza. Qui si sposò con la Contessa Elisabetta Carlotta di Holzappel. Viaggiò successivamente, dal 1649, a Parigi, a Grenoble, a Roma, a Milano ed infine a Firenze, dove morì anch'egli di vaiolo nel 1650.
Dal momento che Simone Filippo era morto senza aver potuto dare alla luce degli eredi, la reggenza venne ottenuta da suo zio Giovanni Bernardo, che divenne Conte di Lippe-Detmold per i due anni successivi.

## Ascendenza
|                                              |                                          |                                                      | Genitori                                           |  |  | Nonni |  |  | Bisnonni                     |  |  | Trisnonni                         |  |
|                                              |                                          |                                                      |                                                    |  |  |       |  |  | 8. Simone VI, conte di Lippe |  |  | 16. Bernardo VIII, conte di Lippe |  |
|                                              |                                          |                                                      |                                                    |  |  |       |  |  | 8. Simone VI, conte di Lippe |  |  | 16. Bernardo VIII, conte di Lippe |  |
|                                              |                                          | 17. Caterina di Waldeck-Eisenberg                    |                                                    |  |  |       |  |  | 8. Simone VI, conte di Lippe |  |  |                                   |  |
| 4. Simone VII, conte di Lippe-Detmold        |                                          |                                                      |                                                    |  |  |       |  |  | 8. Simone VI, conte di Lippe |  |  |                                   |  |
|                                              |                                          | 9. Elisabetta di Holstein-Schaumburg                 | 18. Otto IV, conte di Holstein-Schaumburg          |  |  |       |  |  |                              |  |  |                                   |  |
|                                              |                                          | 9. Elisabetta di Holstein-Schaumburg                 | 18. Otto IV, conte di Holstein-Schaumburg          |  |  |       |  |  |                              |  |  |                                   |  |
|                                              |                                          | 9. Elisabetta di Holstein-Schaumburg                 | 19. Elisabetta Ursula di Brunswick-Lüneburg        |  |  |       |  |  |                              |  |  |                                   |  |
| 2. Simone Luigi, conte di Lippe-Detmold      |                                          | 9. Elisabetta di Holstein-Schaumburg                 |                                                    |  |  |       |  |  |                              |  |  |                                   |  |
|                                              |                                          | 10. Giovanni Luigi I, conte Nassau-Wiesbaden-Idstein | 20. Balthasar, conte Nassau-Wiesbaden-Idstein      |  |  |       |  |  |                              |  |  |                                   |  |
|                                              |                                          | 10. Giovanni Luigi I, conte Nassau-Wiesbaden-Idstein | 20. Balthasar, conte Nassau-Wiesbaden-Idstein      |  |  |       |  |  |                              |  |  |                                   |  |
|                                              |                                          | 10. Giovanni Luigi I, conte Nassau-Wiesbaden-Idstein | 21. Margherita di Isenburg-Büdingen-Birstein       |  |  |       |  |  |                              |  |  |                                   |  |
| 5. Anna Caterina di Nassau-Wiesbaden-Idstein |                                          | 10. Giovanni Luigi I, conte Nassau-Wiesbaden-Idstein |                                                    |  |  |       |  |  |                              |  |  |                                   |  |
|                                              |                                          | 11. Maria di Nassau-Dillenburg                       | 22. Giovanni VI, conte di Nassau-Dillenburg        |  |  |       |  |  |                              |  |  |                                   |  |
|                                              |                                          | 11. Maria di Nassau-Dillenburg                       | 22. Giovanni VI, conte di Nassau-Dillenburg        |  |  |       |  |  |                              |  |  |                                   |  |
|                                              |                                          | 11. Maria di Nassau-Dillenburg                       | 23. Elisabetta di Leuchtenberg                     |  |  |       |  |  |                              |  |  |                                   |  |
| 1. Simone Filippo, conte di Lippe-Detmold    |                                          | 11. Maria di Nassau-Dillenburg                       |                                                    |  |  |       |  |  |                              |  |  |                                   |  |
|                                              | 12. Giosia I, conte di Waldeck-Eisenberg | 24. Volrado II, conte di Waldeck-Eisenberg           |                                                    |  |  |       |  |  |                              |  |  |                                   |  |
|                                              | 12. Giosia I, conte di Waldeck-Eisenberg | 24. Volrado II, conte di Waldeck-Eisenberg           |                                                    |  |  |       |  |  |                              |  |  |                                   |  |
|                                              | 12. Giosia I, conte di Waldeck-Eisenberg | 25. Anastasia di Schwarzburg-Sondershausen           |                                                    |  |  |       |  |  |                              |  |  |                                   |  |
| 6. Cristiano, conte di Waldeck-Wildungen     | 12. Giosia I, conte di Waldeck-Eisenberg |                                                      |                                                    |  |  |       |  |  |                              |  |  |                                   |  |
|                                              |                                          | 13. Maria di Barby-Mühlingen                         | 26. Alberto X, conte di Barby-Mühlingen            |  |  |       |  |  |                              |  |  |                                   |  |
|                                              |                                          | 13. Maria di Barby-Mühlingen                         | 26. Alberto X, conte di Barby-Mühlingen            |  |  |       |  |  |                              |  |  |                                   |  |
|                                              |                                          | 13. Maria di Barby-Mühlingen                         | 27. Maria di Anhalt-Zerbst                         |  |  |       |  |  |                              |  |  |                                   |  |
| 3. Caterina di Waldeck-Wildungen             |                                          | 13. Maria di Barby-Mühlingen                         |                                                    |  |  |       |  |  |                              |  |  |                                   |  |
|                                              |                                          | 14. Giovanni VII, conte di Nassau-Siegen             | 28. Giovanni VI, conte di Nassau-Dillenburg (= 22) |  |  |       |  |  |                              |  |  |                                   |  |
|                                              |                                          | 14. Giovanni VII, conte di Nassau-Siegen             | 28. Giovanni VI, conte di Nassau-Dillenburg (= 22) |  |  |       |  |  |                              |  |  |                                   |  |
|                                              |                                          | 14. Giovanni VII, conte di Nassau-Siegen             | 29. Elisabetta di Leuchtenberg (= 23)              |  |  |       |  |  |                              |  |  |                                   |  |
| 7. Elisabetta di Nassau-Siegen               |                                          | 14. Giovanni VII, conte di Nassau-Siegen             |                                                    |  |  |       |  |  |                              |  |  |                                   |  |
|                                              |                                          | 15. Maddalena di Waldeck-Wildungen                   | 30. Filippo IV, conte di Waldeck-Wildungen         |  |  |       |  |  |                              |  |  |                                   |  |
|                                              |                                          | 15. Maddalena di Waldeck-Wildungen                   | 30. Filippo IV, conte di Waldeck-Wildungen         |  |  |       |  |  |                              |  |  |                                   |  |
|                                              |                                          | 15. Maddalena di Waldeck-Wildungen                   | 31. Giuditta di Isenburg-Neumagen                  |  |  |       |  |  |                              |  |  |                                   |  |
|                                              |                                          | 15. Maddalena di Waldeck-Wildungen                   |                                                    |  |  |       |  |  |                              |  |  |                                   |  |